# وسل (یمن)
 وسل  به عربی ( وَسِل  ) نام روستای کوجکی در بایهٔ کوه (جبل عّفار)، در غرب منافة، از توابع استان مَحویت در کشور یمن در شبه جزیره عربستان است. 
جمعیت آن ۸۷ نفر (۵ خانوار) می‌باشد.